# Parnassius nomion
Parnassius nomion är en fjärilsart som beskrevs av Fischer de Waldheim 1823. Parnassius nomion ingår i släktet Parnassius och familjen riddarfjärilar. Inga underarter finns listade i Catalogue of Life.

## Bildgalleri

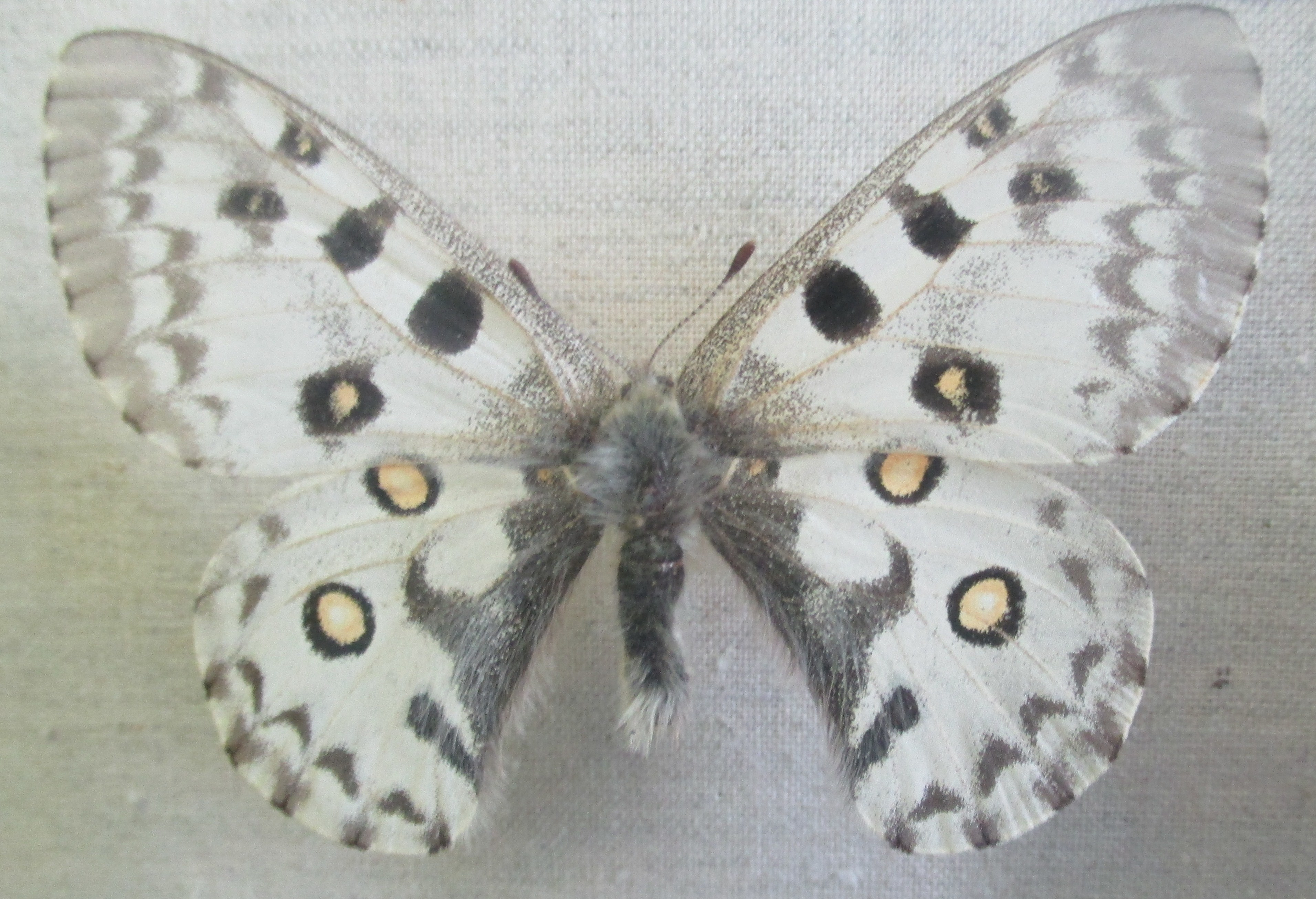